# Anja Gsottschneider
Anja Gsottschneider (* 1972 in Bad Reichenhall) ist eine deutsche Künstlerin und Autorin. Sie veröffentlicht auch unter dem Künstlernamen Ingeborg Fachmann Gedichte, kunsttheoretische Kolumnen und satirische Beiträge.

## Leben
Anja Gsottschneider studierte von 1997 bis 2003 an der Universität der Künste Berlin, unter anderem bei Richard Rogler, F. W. Bernstein und Vicco von Bülow. Nach anfänglichen Erfahrungen bei der Zusammenarbeit mit Künstlern und Schauspielern wie Mark Waschke, im ehemaligen Berliner Club White Trash, dem Künstler und Musiker Friedrich Liechtenstein (Speisesaal d’Amour) und Paul Affeld (Puppetmastaz), schrieb sie Kolumnen für verschiedene Magazine, u. a. Comixene, und trat bei satirischen Lesungen auf. Sie veröffentlichte in Anthologien wie Ein Leben mit Autismus – die etwas andere Anthologie mit Tommy Krappweis, Gedichte mit Zeichnungen des Cartoonisten Eckart Breitschuh.
Sie arbeitete für diverse Film- und Video-Produktionen und gewann gemeinsam mit dem Team von Safranfilms 2002 den Grimme Online Award.
Seit 2010 gestaltet sie Videos für Musikproduktionen. 2021 wurde eines ihrer Animationsvideos im Rahmen des Internationalen Theaterfestivals Spielart in München gezeigt.
Mit dem Künstler und Musiker Moritz Reichelt gründete sie 2020 die Galerie chakchak art shop und produziert Video-Animations-Filme und Musikvideos u. a. für Der Plan.
Anja Gsottschneider lebt und arbeitet in Potsdam.

## Videografie (Auswahl)
- Single sein dagegen sehr (Kurzfilm 2010, 45 Minuten)
- Scream Club – How Bad (Kamera, Musik Video, Alpha Pup Records, 2010)
- Ich habe ein Gedicht gesehen. (Kurzfilm 2011, 45 Minuten)
- Detroit Gary Wiggins fest. Angela Brown – Bam Jam (Musikvideo, 2015)
- Der Plan – Copy Copy Machine (Musikvideo, Bureau B, 2020)
- Ingeborg Fachmann – Don't Overthink (Animationsvideo, 2020)
- Der Plan – Cyberspace (Musikvideo, Bureau B, 2021)
- Verschiedene Gedichte (Lyrik-Animations-Videos zu Gedichten von Julia Mantel bei Edition Faust 2021)[7]
- MoritzR – Polywaiian Village (Animationsvideo, 2021)
- Ingeborg Fachmann – I am Not a Musician (Animationsvideo, 2021)